# Porostov
Porostov je obec na Slovensku v okrese Sobrance. Porostov leží v severovýchodní části Východoslovenské nížiny.

## Dějiny
První písemná zmínka o obci je z roku 1412. Obec patřila panství Michalovce - Tibava. V roce 1427 měla 31 statků. V 18. století se vylidňovala útěky poddaných, takže v roce 1715 bylo zaznamenáno pouze 9 usedlostí. V roce 1828 měl Porostov 45 domů a 436 obyvatel.
V 19. století vlastnili zdejší statky Tomcsányiovci, Vécseyovci, Tibayovci. V letech 1870 - 1880 bylo největší vystěhovalectví.
Obyvatelstvo se zabývalo zemědělstvím, ovocnářstvím a prací v lesích. Za první ČSR se obyvatelé živili i tkalcovstvím. V letech 1939 - 1944 byla obec připojena k Maďarsku.

## Současnost
Dnes obyvatelé pracují v okolních podnicích a firmách. Obyvatelé obce Porostov jsou většinou řeckokatolického vyznání.
Dominantou obce je řeckokatolický chrám postavený v novoklasicistní stylu v roce 1868. Chrámovým svátkem je 14. září - Povýšení sv. úctyhodného kříže Ježíše Krista nad celým světem.

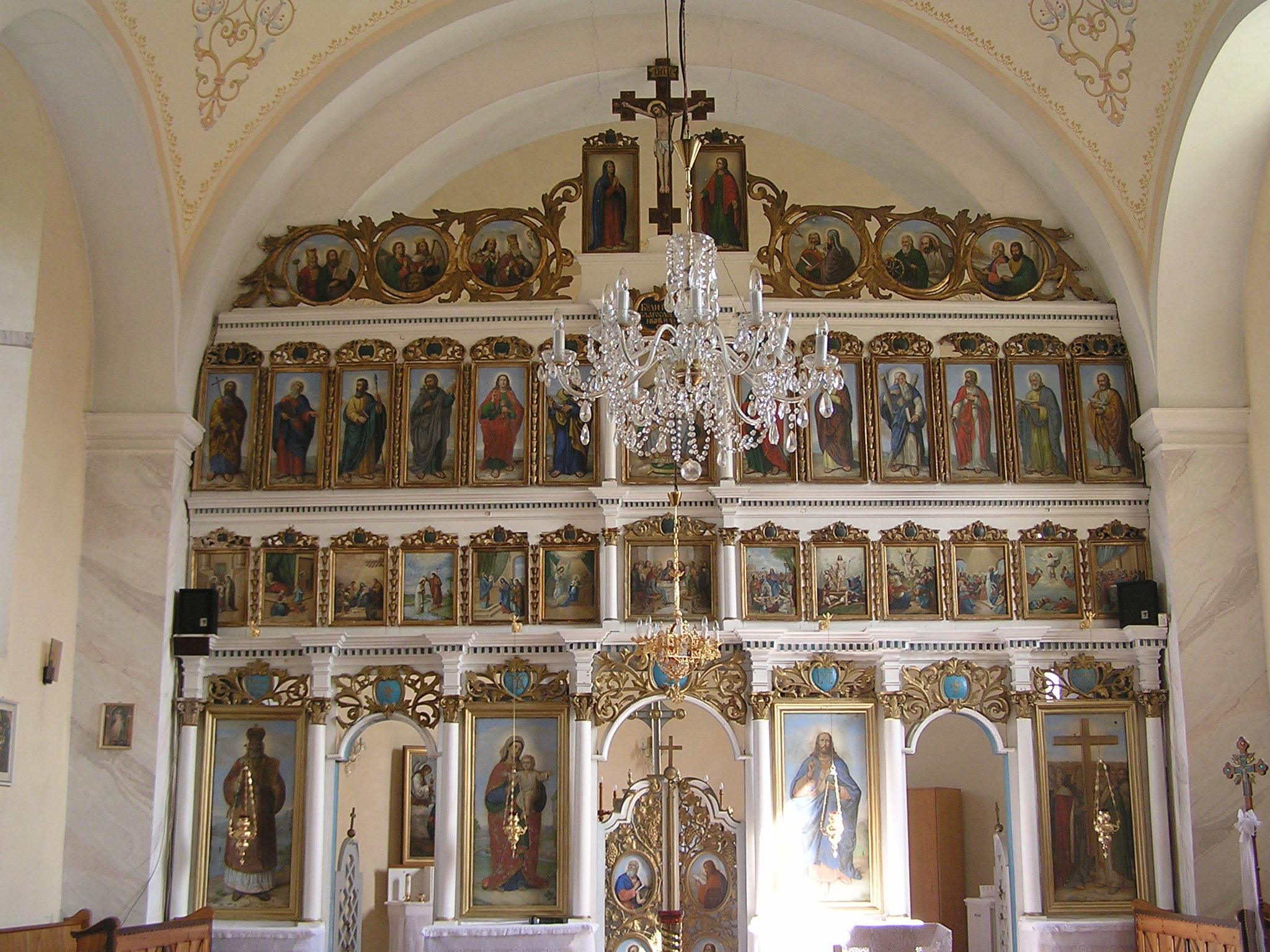
Ikonostas v chrámě

Východní řeckokatolická církev chrám rozděluje na předsíň, loď a svatyni. Svatyně a loď jsou rozděleny ikonostasem. Ikonostas je stěna obrazů. Ikonostas v chrámě je z roku 1892.